# 三花村
三花村（みはなむら）は、大分県日田郡にあった村。現在の日田市の一部にあたる。

## 地理
日田盆地の北端から戸山南東の山間部、花月川の上中流域に位置していた。

## 歴史
- 1889年（明治22年）4月1日、町村制の施行により、日田郡三和村、花月村が合併して村制施行し、三花村が発足[1][2]。旧村名を継承した三和、花月の2大字を編成[2]。
- 1940年（昭和15年）12月11日、日田郡日田町、三芳村、光岡村、高瀬村、朝日村、西有田村と合併し、市制施行して日田市を新設して廃止された[1][2]。

### 地名の由来
合併村名の各一文字を組み合わせたもの。

## 産業
- 農業、養蚕[2]